# 마이 뉴 파트너 (2008년 영화)
"마이 뉴 파트너"는 2008년에 개봉한 대한민국의 영화이다.

## 캐스팅
- 안성기 : 강민호 역
- 조한선 : 강영준 역
- 정석용 : 배일권 역
- 조진웅 : 정영철 역
- 이은지 : 나금수 역
- 최일화 : 권영 역
- 박철민 : 장병삼 역
- 선우선 : 유리 역
- 정인기 : 팀장 역
- 배광원 : 두식 역
- 최진호 : 박 검사 역
- 조석현 : 칠순 역
- 정민성 : 차 형사 역
- 이선주 : 영준엄마 역
- 한철우 : 박수무당 역
- 임현철 : 컨테이너 운전사 역
- 김영웅 : 부산 경찰 역
- 이주환 : 부산 경찰 역
- 염철호 : 조직원 역
- 박용 : 파티장 매니저 역
- 박혜민 : 일권 딸 2 역 (특별출연)
- 권이진 : 경기장 꼬마 역 (특별출연)
- 차은재 : 안내방송원 역 (특별출연)
- 정찬 : 민석 역 (특별출연)
- 류승수 : 구멍가게 주인 역 (특별출연)
- 김여진 : 정규화 역 (특별출연)